# Dolly de Leon
Dolly Earnshaw de Leon (nascida em 12 de abril de 1969) é uma atriz filipina de cinema, televisão e teatro. É mais conhecida por seus papéis nos filmes Verdict e Historya ni Ha, e ganhou reconhecimento internacional pelo Triângulo da Tristeza, vencedor da Palma de Ouro. Por sua atuação em Triângulo da Tristeza, tornou-se a primeira atriz filipina a ser indicada ao BAFTA e ao Globo de Ouro.
Em maio de 2022, de Leon assinou contrato com a agência artística norte-americana Fusion Entertainment. Vencedora do FAMAS Award e do LA Film Critics Award, de Leon tem uma vasta experiência de palco e é bacharel em artes teatrais pela Universidade das Filipinas em Diliman. Também é uma atriz treinada que participou de mais de 30 produções teatrais e ganhou vários prêmios por suas atuações. Em 2023, a British Vogue listou de Leon entre as "30 estrelas mais famosas do mundo".
Em 2023, de Leon foi convidada para ser membro da Academia de Artes e Ciências Cinematográficas.

## Início da vida e carreira
Dolly de Leon nasceu e foi criada em Manila por pais com raízes de Ilocos e Vissaias. Frequentou a Universidade das Filipinas em Diliman, onde foi orientada pelo falecido Artista Nacional de Teatro Tony Mabesa, e concluiu o bacharelado em artes teatrais em 1995. Ela então começou a atuar em novelas, depois mudou para o cinema. Seu primeiro crédito no cinema foi em Shake, Rattle, and Roll III em 1991. Em entrevista à Variety, de Leon descreveu o teatro como seu "primeiro amor".
Durante décadas, de Leon desempenhou vários papéis, principalmente pequenos papéis, nas Filipinas. De Leon também trabalhou com notáveis diretores filipinos, incluindo Lav Diaz, Erik Matti e Antoinette Jadaone.
Em 2018, fez o teste sem agente e conseguiu o papel no filme internacional Triângulo da Tristeza, escrito e dirigido por Ruben Östlund. O filme foi exibido no Festival de Cinema de Cannes de 2022, onde ganhou a Palma de Ouro. Seu papel, que a Variety descreveu como "roubo de cena", é amplamente considerado como seu papel de destaque, local e internacionalmente, descrito pelo Deadline como "há muito esperado". Consequentemente, de Leon assinou com a Fusion Entertainment para gerenciamento em todas as áreas, bem como com Gersh.
Sua atuação em Triângulo da Tristeza lhe rendeu elogios da crítica, ganhando o prêmio Los Angeles Film Critics Association de Melhor artista coadjuvante, a primeira atriz a receber o prêmio junto com Ke Huy Quan, e vice-campeã de melhor atriz coadjuvante no National Film Society of Film Critics. Também se tornou a primeira atriz filipina a ser indicada ao BAFTA e ao Globo de Ouro, após receber indicações de melhor atriz coadjuvante.

## Filmografia

### Cinema
| Ano  | Título                      | Personagem           | Notas |
| ---- | --------------------------- | -------------------- | ----- |
| 2011 | Aswang                      | Mãe de Daniel        |       |
| 2018 | Hintayan ng Langit          | Prefeita Susan       |       |
| 2018 | Billie and Emma             | Irmã Mary            |       |
| 2019 | The Halt                    | Ministra da Educação |       |
| 2019 | Cuddle Weather              | Rosie                |       |
| 2019 | Sunod                       | Recepcionista        |       |
| 2019 | Verdict                     | Elsa                 |       |
| 2020 | Midnight in a Perfect World | Ella                 |       |
| 2021 | History of Ha               | Dahlia               |       |
| 2022 | Kitty K7                    | Mãe de Hana          |       |
| 2022 | Triângulo da Tristeza       | Abigail              |       |
| 2023 | Ang Duyan ng Magiting       | Jill Sebastian       |       |
| 2023 | Iti Mapukpukaw              | Rosalinda            |       |
| 2023 | Duyan ng Magiting           | Sebastian            |       |
| 2023 | A Very Good Girl            | Molly Suzara         |       |
| 2023 | Keys to the Heart           | Sylvia               |       |
| 2024 | Between the Temples †       | TBA                  |       |
| 2024 | Ghostlight †                | TBA                  |       |
| 2024 | Grand Death Lotto †         | TBA                  |       |

### Televisão
| Ano       | Título                                                                 | Personagem              | Notas                      |
| --------- | ---------------------------------------------------------------------- | ----------------------- | -------------------------- |
| 2014      | Ang Dalawang Mrs. Real                                                 | Felisa San Jose         | Elenco convidado           |
| 2018      | Since I Found You                                                      | Dr. Yambao              |                            |
| 2019      | Ang Babae sa Septic Tank 3: The Real Untold Story of Josephine Bracken | Líder Rizalista         | 1 episódio                 |
| 2019      | Hiwaga ng Kambat                                                       | Virgie                  | 1 episódio (sem créditos)  |
| 2019      | Call Me Tita                                                           | Dr. Pacis               | 1 episódio                 |
| 2020      | Unconditional                                                          | Psicóloga               | 10 episódios               |
| 2020–2021 | Anak ni Waray vs. Anak ni Biday                                        | Mãe de Amy              | 2 episódios (sem créditos) |
| 2021      | Init sa Magdamag                                                       | Perla                   | Elenco convidado           |
| 2021      | Folklore                                                               | Lourdes                 | Episódio 10 (2ª Temporada) |
| 2021      | On the Job                                                             | Inday Arcega            | 1 episódio                 |
| 2021      | The Kangks Show                                                        | Sra. Daks Chaser        | Episódio 1                 |
| 2023      | Dirty Linen                                                            | Oliva de Mesa-Salvacion | Elenco convidado           |
| 2023      | Simula sa Gitna                                                        | —                       |                            |
| 2024      | Nine Perfect Strangers †                                               | TBA                     |                            |

## Prêmios e Indicações
| Ano  | Associações                                       | Categoria                                                  | Nomeações             | Resultado   |
| ---- | ------------------------------------------------- | ---------------------------------------------------------- | --------------------- | ----------- |
| 2017 | Philstage Gawad Buhay                             | Excelente desempenho de conjunto                           | Tribes                | Venceu      |
| 2020 | FAMAS Awards                                      | Melhor atriz coadjuvante                                   | Verdict               | Venceu      |
| 2020 | Luna Awards                                       | Melhor atriz coadjuvante                                   | Verdict               | Indicada    |
| 2022 | Gawad Urian Awards                                | Melhor atriz coadjuvante                                   | History of Ha         | Indicada    |
| 2022 | Greater Western New York Film Critics Association | Melhor atriz coadjuvante                                   | Triângulo da Tristeza | Indicada    |
| 2022 | Los Angeles Film Critics Association              | Melhor Artista Coadjuvante (compartilhado com Ke Huy Quan) | Triângulo da Tristeza | Venceu      |
| 2022 | Middleburg Film Festival                          | Prêmio de desempenho inovador                              | Triângulo da Tristeza | Premiada    |
| 2022 | Online Association of Female Film Critics         | Melhor atriz coadjuvante                                   | Triângulo da Tristeza | Indicada    |
| 2022 | UK Film Critics Association                       | Atriz Coadjuvante do Ano                                   | Triângulo da Tristeza | Indicada    |
| 2023 | Guldbagge Awards                                  | Melhor atriz coadjuvante                                   | Triângulo da Tristeza | Venceu      |
| 2023 | North Dakota Film Society                         | Melhor atriz coadjuvante                                   | Triângulo da Tristeza | Venceu      |
| 2023 | National Society of Film Critics                  | Melhor atriz coadjuvante                                   | Triângulo da Tristeza | Vice-campeã |
| 2023 | British Academy Film Awards                       | Melhor atriz coadjuvante                                   | Triângulo da Tristeza | Indicada    |
| 2023 | Columbus Film Critics Association                 | Melhor desempenho coadjuvante                              | Triângulo da Tristeza | Indicada    |
| 2023 | DiscussingFilm Critic Awards                      | Melhor desempenho inovador                                 | Triângulo da Tristeza | Indicada    |
| 2023 | DiscussingFilm Critic Awards                      | Melhor atriz coadjuvante                                   | Triângulo da Tristeza | Indicada    |
| 2023 | Dorian Awards                                     | Performance de Filme de Apoio do Ano                       | Triângulo da Tristeza | Indicada    |
| 2023 | Golden Globe Awards                               | Melhor Atriz Coadjuvante - Filme                           | Triângulo da Tristeza | Indicada    |
| 2023 | International Cinephile Society Awards            | Melhor atriz coadjuvante                                   | Triângulo da Tristeza | Indicada    |
| 2023 | Latino Entertainment Journalists Association      | Melhor atriz coadjuvante                                   | Triângulo da Tristeza | Indicada    |
| 2023 | London Film Critics' Circle                       | Atriz Coadjuvante do Ano                                   | Triângulo da Tristeza | Indicada    |
| 2023 | Online Film Critics Society                       | Melhor atriz coadjuvante                                   | Triângulo da Tristeza | Indicada    |
| 2023 | Portland Critics Association                      | Melhor atriz coadjuvante                                   | Triângulo da Tristeza | Indicada    |
| 2023 | San Francisco Bay Area Film Critics Circle        | Melhor atriz coadjuvante                                   | Triângulo da Tristeza | Indicada    |
| 2023 | Satellite Awards                                  | Melhor atriz coadjuvante                                   | Triângulo da Tristeza | Indicada    |
| 2023 | Vancouver Film Critics Circle                     | Melhor atriz coadjuvante                                   | Triângulo da Tristeza | Indicada    |
| 2023 | Cinemalaya Philippine Independent Film Festival   | Melhor atriz coadjuvante                                   | Iti Mapukpukaw        | Venceu      |